# موسى كبيرو
موسى كبيرو (بالإنجليزية: Kabiru Musa)‏ هو لاعب كرة قدم نيجيري في مركز الهجوم، ولد في 16 يونيو 1986. شارك مع منتخب نيجيريا تحت 20 سنة لكرة القدم ومنتخب نيجيريا لكرة القدم. أما مع النوادي، فقد لعب مع شباب الساحل وكادونا يونايتد ونادي القناة ونادي شيخ جمال دهانموندي.

## وصلات خارجية
- موسى كبيرو على موقع قاعدة بيانات كرة القدم.إي يو (الإنجليزية)
- موسى كبيرو على موقع Soccerway.com (الإنجليزية)
- موسى كبيرو على موقع كووورة